# Tencent
Tencent (кит. упр. 腾讯控股有限公司, пиньинь Téngxùn Kònggǔ Yǒuxiàn Gōngsī; Tencent Holdings Limited) — китайская частная инвестиционная холдинговая компания, основана в 1998 году, штаб-квартира расположена в Шэньчжэне, официально зарегистрирована на Каймановых островах. Является одной из крупнейших инвестиционных и венчурных компаний Китая и всего мира. Дочерние компании Tencent, как в самом Китае, так и в других странах мира, специализируются на различных областях высокотехнологичного бизнеса, в том числе различных интернет-сервисах, разработках в области искусственного интеллекта и электронных развлечений.
Среди многочисленных сервисов Tencent — социальные сети, музыкальные и веб-порталы, средства электронной коммерции, поисковые и платежные системы, мобильные и онлайн-игры, облачные базы данных и почтовые сервисы. Tencent принадлежат наиболее распространённый в Китае сервис мгновенного обмена сообщениями Tencent QQ и мобильное приложение для передачи текстовых и голосовых сообщений WeChat. Компания владеет крупнейшей в Китае и третьей в мире по количеству зарегистрированных пользователей, после Facebook и YouTube, социальной сетью Qzone.
В конце 2017 года рыночная капитализация компании превысила $500 млрд — первой среди азиатских технологических компаний. Tencent была признана одной из самых инновационных компаний в мире аналитическим центром Boston Consulting Group и журналом Fast Company. В списке крупнейших публичных компаний мира Forbes Global 2000 за 2024 год Tencent Holdings заняла 38-е место. Tencent входит в тройку крупнейших китайских интернет-компаний, наряду с JD.com и Alibaba Group.

## История
Компания была основана в ноябре 1998 года Ма Хуатэном и партнёрами (Чжан Чжидун, Сюй Чэнье, Чэнь Идань и Цзэн Лицин) под названием Tencent Inc. В феврале 1999 года компания представила программу мгновенного обмена сообщениями с китайским интерфейсом — OICQ (Open ICQ). В октябре 1999 года Tencent получила от американской и гонконгской компаний венчурное финансирование в размере $2,2 млн в обмен на 20 % акций. Вскоре мессенджер был переименован в Tencent QQ из-за сходства названия с ICQ. Одним из первых инвесторов в Tencent стала южно-африканская издательская компания Naspers, которая в 2001 году приобрела 46,5 % акций за $32 млн.
16 июня 2004 года компания провела первичное размещение акций на основной площадке Гонконгской фондовой биржи, в 2008 году её акции были включены в основной индекс биржи. К концу 2017 года Tencent по своей рыночной капитализации, превышающей 500 млрд долларов, заняла пятое место в мире.
С 2004 года одним из основных направлений деятельности стали видеоигры. В 2011 году Tencent приобрела контрольный пакет акций компании — разработчика видеоигр Riot Games, в конце 2015 года эта компания была поглощена полностью. В июне 2016 Tencent выкупила 84 % Supercell за $8,2 млрд. 21 мая 2018 года компания купила 80 % акций студии-разработчика Path of Exile — Grinding Gear Games.
В 2011 году было запущено мобильное приложение для передачи текстовых и голосовых сообщений WeChat (Weixin, 微信). К 2018 году количество активных пользователей превысило 1 млрд.
8 ноября 2017 года акции дочерней компании China Literature (онлайн-литература) были размещены на Гонконгской фондовой бирже, что принесло более HK$7 млрд ($1 млрд). 12 декабря 2018 года американские депозитарные расписки другой дочерней компании, Tencent Music Entertainment (онлайн-музыка), были размещены на Нью-Йоркской фондовой бирже, было выручено около полумиллиарда долларов. В обоих случаях Tencent сохранила за собой контрольный пакет акций.
23 июня 2020 года компания Tencent приобрела у независимой студии Klei Entertainment лицензию на разработку мобильной игры Don't Starve: Newhome, а 22 ноября 2020 года приобрела контрольный пакет акций самой студии. По итогам 2020 года по версии исследовательской компании App Annie холдинг Tencent занял первое место в мире по выручке среди издателей приложений.
По итогам 2021 года Tencent возглавил рейтинг самых дорогих частных компаний Китая. По состоянию на 2022 год бренд Tencent (204,4 млрд долларов) являлся самым дорогим брендом страны. По итогам 2022 года операционный доход Tencent составил 554,6 млрд юаней (- 1 %), а чистая прибыль — 115,6 млрд юаней (- 7 %).

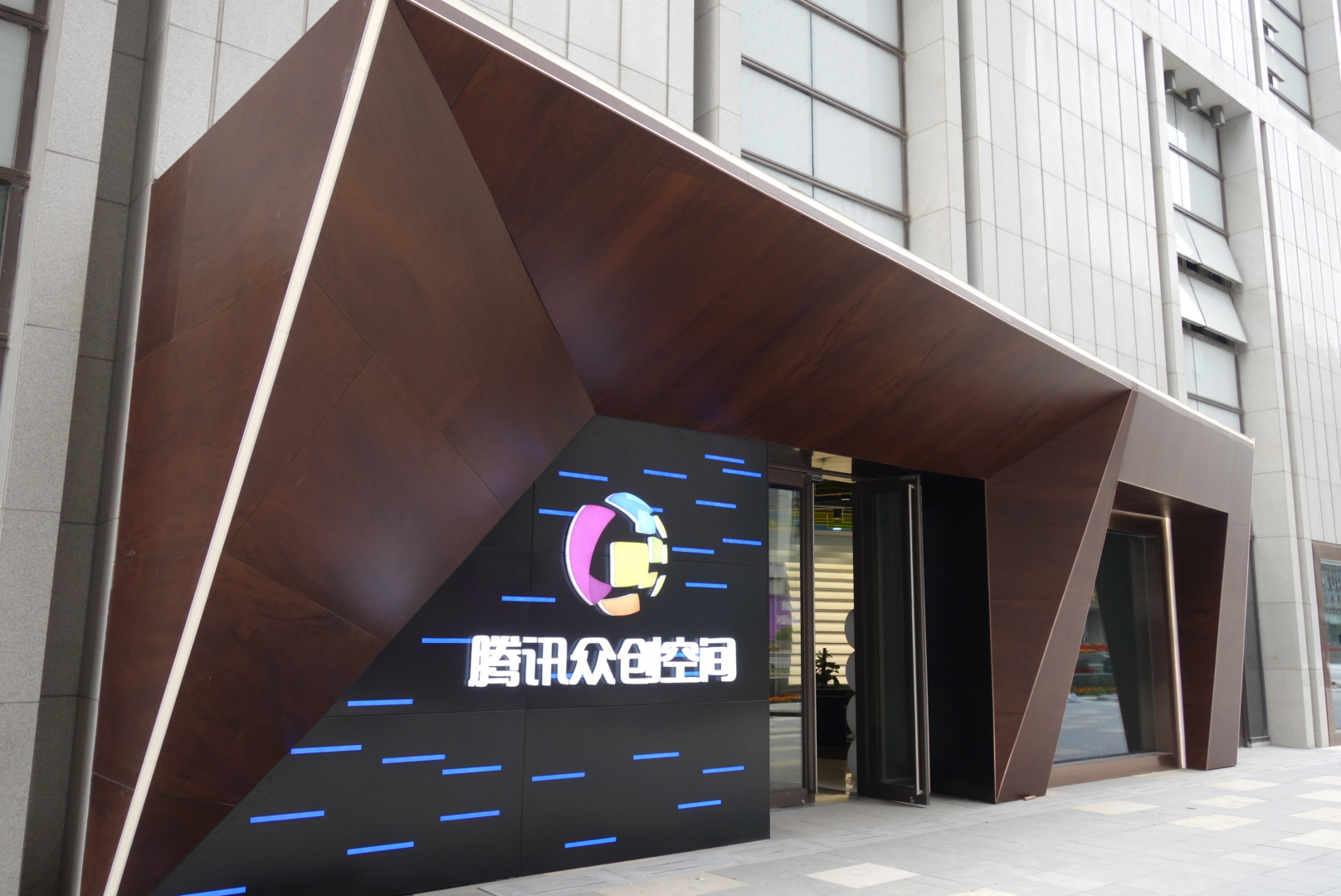
Офис Tencent Hackerspace в Тяньцзине

По итогам 2023 года выручка Tencent увеличилась на 10 % в годовом исчислении до 609 млрд юаней (около 86 млрд долл. США); чистая прибыль компании выросла на 36 % до 157,7 млрд юаней. Финансовые технологии и коммерческие услуги внесли наибольший вклад в общий годовой доход компании, принеся 203,76 млрд юаней, а поступления от игр составили 179,9 млрд юаней (доля международного рынка в доходах от игр выросла до 30 %).
В декабре 2024 года Tencent представила ИИ-генератор видео HunyuanVideo с открытым исходным кодом. Модель стала первой крупной нейросетью по созданию роликов, находящейся в публичном доступе. В конце февраля 2025 года компания выпустила сверхбольшую ИИ-модель Hunyuan Turbo S, отличающуюся высокой скоростью реакции на запросы пользователя. В марте 2025 года Tencent выпустила официальную версию рассуждающей модели T1, основанную на Hunyuan Turbo S. В своем предварительном варианте она использовалась на различных платформах компании.

## Собственники
С 2001 года крупнейшим акционером Tencent является компания Naspers (через дочернюю компанию Prosus). На тот момент Naspers владела долей в 46,5 % компании, приобретенных за $32 млн. По мере роста цены актива, Prosus продавала часть акций и снижала свою долю в Tencent. Так, в 2018 году ей принадлежало 31,1 % акций, в 2023 году — 26,2 %, а в 2024 году доля снизилась до 25 %. Второй по значимости акционер — Ма Хуатэн через компанию Advance Data Services (8,72 % акций по состоянию на конец 2024 года).

## Руководство
- Ма Хуатэн — один из основателей, председатель совета директоров и главный исполнительный директор компании. Был депутатом 12-го и 13-го Всекитайских собраний народных представителей и членом совета директоров ряда дочерних структур. По оценке Forbes на май 2025 года его капитал составлял 52,2 млрд долларов, он входил в тридцатку самых богатых людей мира и занимал второе место в КНР[28].
- Мартин Чи Пин Лау — президент и исполнительный директор с 2006 года, в компании с 2005 года, ранее работал в Goldman Sachs (Asia) LLC[19].

## Деятельность
Подразделения компании по состоянию на 2024 год:
- услуги с добавленной стоимостью — 49 % выручки, в том числе онлайн-игры в Китае (21 %), международные онлайн-игры (9 %) и социальные сети (18 %);
- маркетинговые услуги — реклама в Интернете, 18 % выручки;
- финансовые технологии и деловые услуги — платёжные системы, управление частным капиталом, облачные вычисления, 32 % выручки;
- другое — производство теле- и кинопродукции и другие услуги, 1 % выручки.

Деятельность компании почти полностью сосредоточена в материковом Китае, на другие страны приходится около 10 % выручки. Tencent достаточно активно инвестирует в зарубежные компании, поэтому перевес внутреннего рынка по активам не столь велик — 54 % приходится на материковый Китай и Гонконг, 46 % активов приходятся на Северную Америку, Европу и другие страны Азии. Инвестиционное портфолио составляет около половины активов компании (на 2024 год — 818 млрд юаней из 1,78 трлн юаней).
У сервиса Tencent QQ по состоянию на 2024 год было 524 млн активных пользователей, WeChat — 1,385 млрд (MAU, monthly active user accounts, учётные записи пользователей, востребованные не менее раза в месяц). На конец 2024 года было более 113 млн подписчиков сервиса Tencent Video и 121 млн подписчиков Tencent Music.
|                     | 2001…  | 2006…  | 2011  | 2012  | 2013  | 2014  | 2015  | 2016  | 2017  | 2018  | 2019  | 2020  | 2021  | 2022  | 2023  | 2024  |
| ------------------- | ------ | ------ | ----- | ----- | ----- | ----- | ----- | ----- | ----- | ----- | ----- | ----- | ----- | ----- | ----- | ----- |
| Оборот              | 0,049… | 2,800… | 28,50 | 43,89 | 60,44 | 78,93 | 102,9 | 151,9 | 237,8 | 312,7 | 377,3 | 482,1 | 560,1 | 554,6 | 609,0 | 660,3 |
| Чистая прибыль      | 0,010… | 1,064… | 10,23 | 12,79 | 15,56 | 23,89 | 29,11 | 41,45 | 72,47 | 79,98 | 95,89 | 160,1 | 227,8 | 188,7 | 118,0 | 196,5 |
| Активы              | 0,066. | 4,651… | 56,80 | 75,26 | 107,2 | 171,2 | 306,8 | 395,9 | 554,7 | 723,5 | 954,0 | 1333  | 1612  | 1578  | 1577  | 1781  |
| Собственный капитал | 0,048… | 3,718… | 29,09 | 42,15 | 58,46 | 82,12 | 122,1 | 186,2 | 277,1 | 356,2 | 432,7 | 704,0 | 806,3 | 721,4 | 808,6 | 973,5 |

В 2020 году выручка Tencent составила 482 млрд юаней (около 73,9 млрд долларов США), что на 28 % больше, чем в 2019 году. Чистая прибыль компании достигла 123 млрд юаней (+ 30 % в годовом исчислении). Почти треть общего дохода Tencent пришлась на финансовые технологии и коммерческие услуги (38,5 млрд юаней).
По итогам 2021 года чистая прибыль Tencent выросла на 1 % в годовом исчислении до 123,8 млрд юаней (19,4 млрд долл. США), выручка достигла 560,1 млрд юаней, увеличившись на 16 %, инвестиции в исследования и разработки выросли на 33 % и составили 51,8 млрд юаней.
По состоянию на 2022 год Tencent являлся самым прибыльным среди китайских разработчиков мобильных игр, опережая таких гигантов как NetEase и miHoYo. Также Tencent является официальным дистрибьютором игр и консолей Nintendo в Китае.
По итогам 2024 года выручка Tencent выросла на 8 % в годовом исчислении до 660,3 млрд юаней (92,02 млрд долл. США); чистая прибыль и операционная прибыль компании выросли на 19 % и 24 % соответственно. Количество платных подписчиков платформы Tencent Video достигло 113 млн человек, а годовой доход от подписок на музыкальный сегмент платформы составил 15,23 млрд юаней, увеличившись на 25,9 % в годовом исчислении.

## Структура

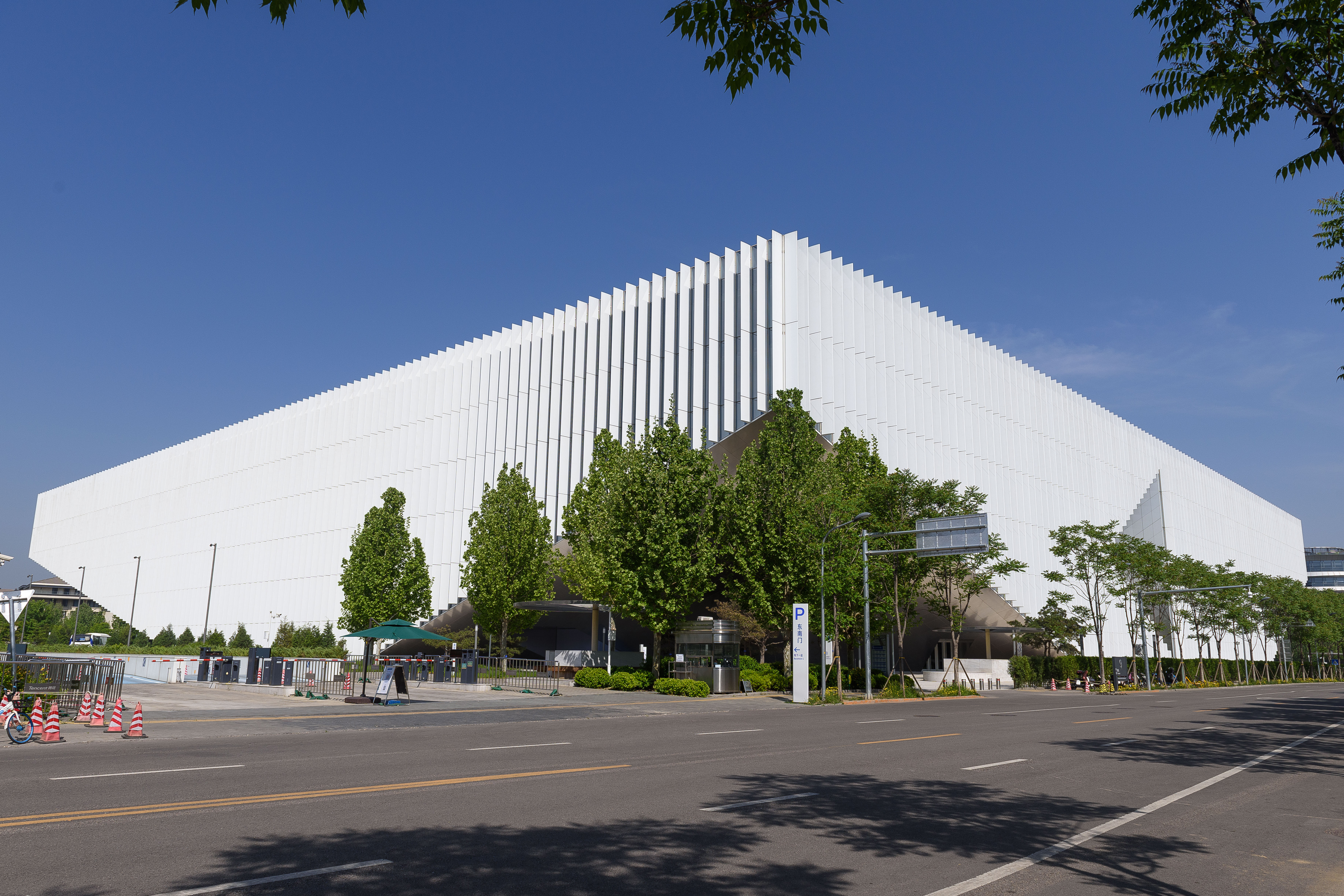
Пекинский офис Tencent

Организационно Tencent делится на шесть групп:
- Группа корпоративного развития (Corporate Development Group, CDG)
- Группа облачной и умной отрасли (Cloud & Smart Industries Group, CSIG)
- Группа интерактивных развлечений (Interactive Entertainment Group, IEG)
- Группа платформы и контента (Platform & Content Group, PCG)
- Группа технологической инженерии (Technology Engineering Group, TEG)
- Группа экосистемы WeChat (Weixin Group, WXG)

## Дочерние компании

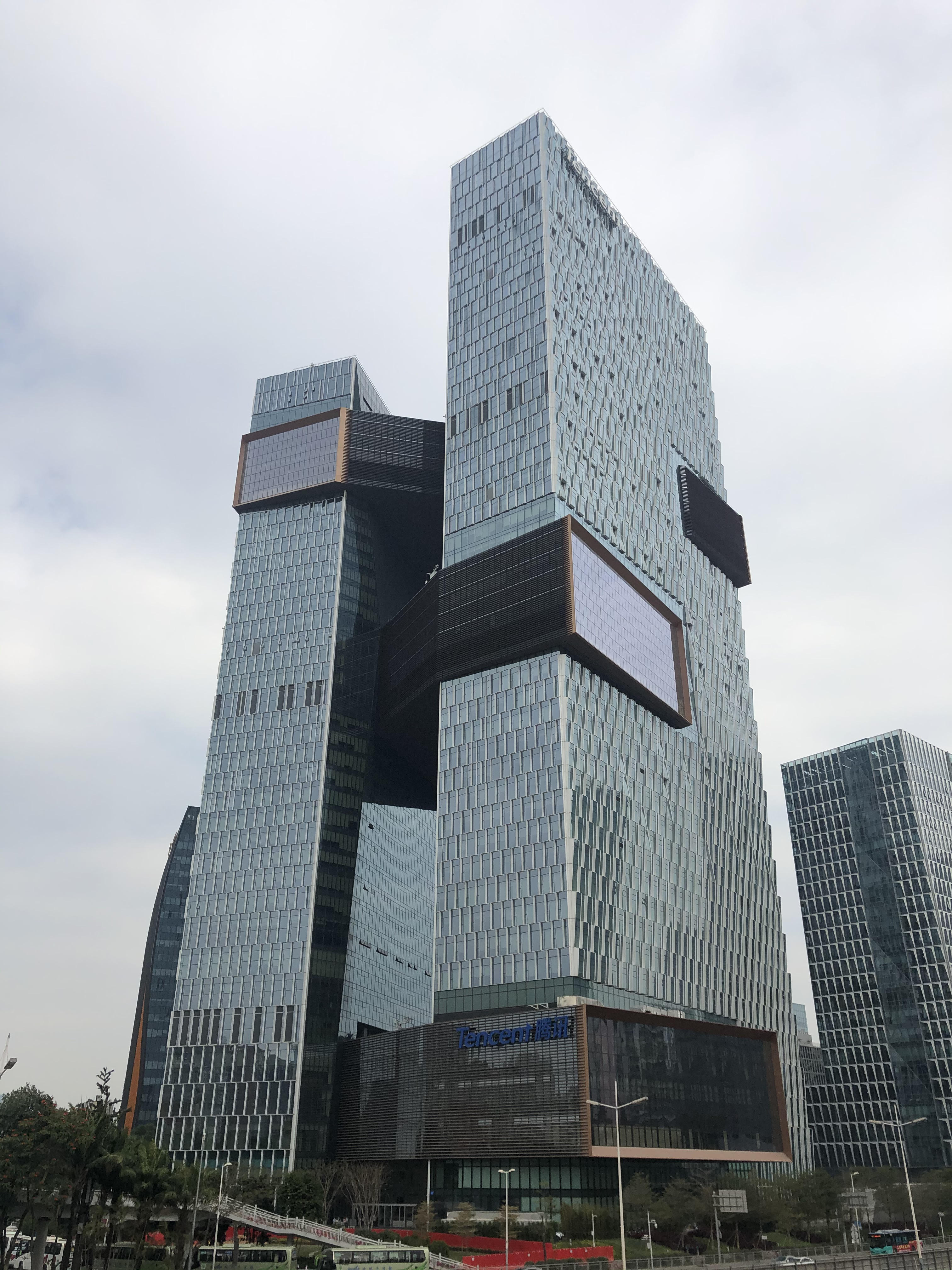
Комплекс Tencent Seafront Towers в Шэньчжэне

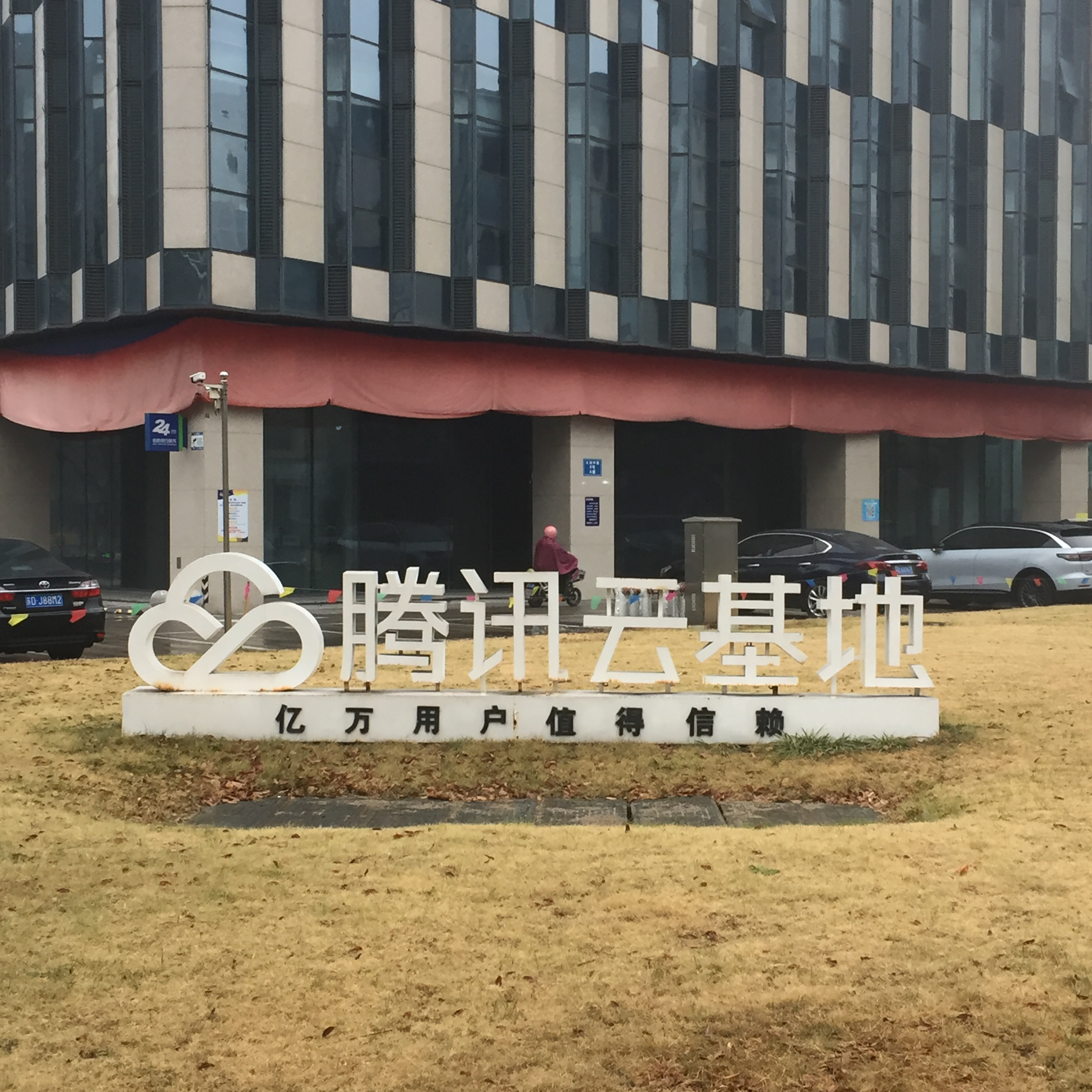
Комплекс Tencent Cloud

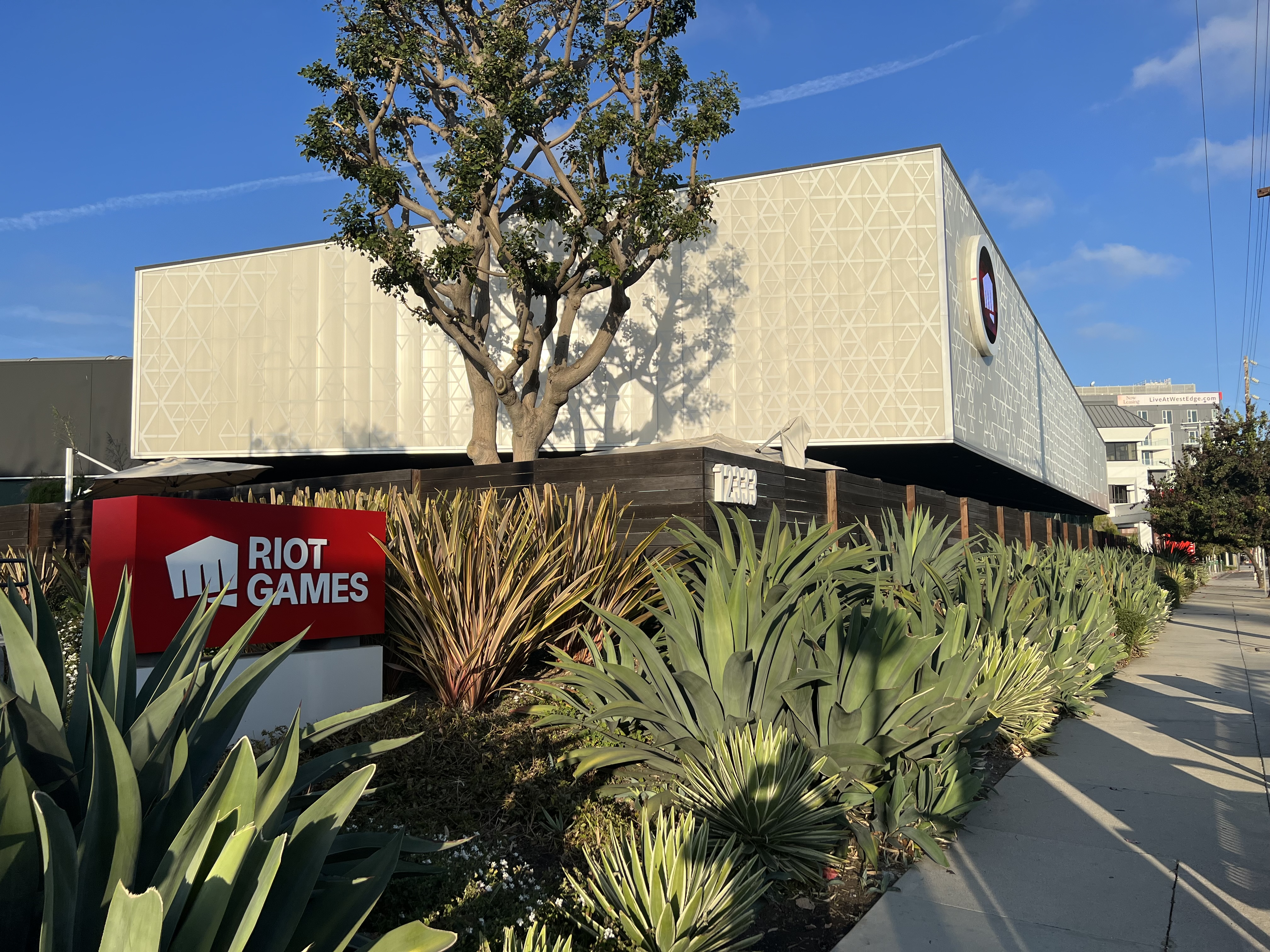
Штаб-квартира Riot Games в Санта-Монике

Основные дочерние компании по состоянию на конец 2024 года:
- Tencent Computer (КНР, 100 %, платные услуги и реклама в Интернете)
- Tencent Technology (КНР, 100 %, разработка программного обеспечения)
- Shenzhen Shiji Kaixuan Technology Company Limited (КНР, 100 %, реклама в Интернете)
- Tencent Cyber (Tianjin) Company Limited (КНР, 100 %, разработка программного обеспечения)
- Tencent Asset Management Limited (Британские Виргинские острова, 100 %, управление активами в Гонконге)
- Tencent Technology (Beijing) Company Limited (КНР, 100 %, разработка программного обеспечения)
- Nanjing Wang Dian Technology Company Limited (КНР, 100 %, платные услуги)
- Beijing BIZCOM Technology Company Limited (КНР, 100 %, платные услуги)
- Beijing Starsinhand Technology Company Limited (КНР, 100 %, платные услуги)
- Tencent Cyber (Shenzhen) Company Limited (КНР, 100 %, разработка программного обеспечения)
- Tencent Technology (Shanghai) Company Limited (КНР, 100 %, разработка программного обеспечения)
- Tencent Technology (Chengdu) Company Limited (КНР, 100 %, разработка программного обеспечения)
- Tencent Cloud[англ.] Computing (Beijing) Company Limited (КНР, 100 %, облачные вычисления)
- Morespark Limited (Гонконг, 100 %, инвестиционный холдинг, реклама в Интернете)
- Beijing Tencent Culture Media Company Limited (КНР, 100 %, рекламное агентство)
- Shenzhen Tencent Culture Media Company Limited (КНР, 100 %, рекламное агентство)
- China Literature (Острова Кайман, 57,3 %, распространение литературы через Интернет)
- Tencent Music Entertainment (Острова Кайман, 53,53 %, распространение музыки через Интернет)
- Tencent Financial Technology (Китай, услуги мобильных платежей)
- Shenzhen Tencent Tianyou Technology Company Limited (КНР, 100 %, платные услуги)
- Guangzhou Tencent Technology Company Limited (КНР, 100 %, разработка программного обеспечения)
- TiMi Studios (КНР, разработка онлайн-игр)
- Sixjoy (Китай, 100 %, разработка онлайн-игр)
- Riot Games (США, 99,33 %, разработка онлайн-игр)
- Epic Games (США, 48,4 %, разработка онлайн-игр)
- Supercell (Финляндия, 90,67 %, разработка онлайн-игр)
- Funcom (Норвегия, 100 %, разработка онлайн-игр)
- Glu Mobile (Великобритания, 21 %, разработка онлайн-игр)
- Splash Damage (Великобритания, разработка онлайн-игр)
- Grinding Gear Games (Новая Зеландия, 80 %, разработка онлайн-игр)
- Digital Extremes (Канада, разработка онлайн-игр)
- Klei Entertainment (Канада, 100 %, разработка видео-игр)
- Iflix (Малайзия, 100 %, сервис видео по запросу)
- Sharkmob (Швеция, разработка видео-игр)
- Yager Development (Германия, 100 %, разработка видео-игр)
- Leyou (Китай, 100 %, разработка видео-игр)
- Turtle Rock Studios (США, 100 %, разработка видео-игр)
- Miniclip (Швейцария, 100 %, разработка мобильных и онлайн-игр)
- Fatshark (Швеция, 100 %, разработка видео-игр)
- Fulqrum Publishing (Польша, 100 %, разработка видео-игр)
- Satispay (Италия, 100 %, услуги мобильных платежей)[37]

Кроме того, Tencent имеет небольшие доли в компаниях Universal Music Group (10 %), VK (7,4 %), Activision Blizzard (5 %), Ubisoft (5 %), Paradox Interactive (5 %), Warner Music Group (1,6 %).

### Кинопроизводство
Дочерняя кинокомпания Tencent Pictures принимала участие в производстве и прокате фильмов «Варкрафт» (2016), «Конг: Остров черепа» (2017), «Чудо-женщина» (2017), «Тень» (2018), «Веном» (2018), «Бамблби» (2018), «Люди в чёрном: Интернэшнл» (2019), «Терминатор: Тёмные судьбы» (2019), «Прекрасный день по соседству» (2019), «Охотник на монстров» (2020), «Спасение» (2020), «Восемь сотен» (2020), «Веном 2» (2021), «Перекрёстный огонь» (2021), «Волшебный дракон» (2021), «Топ Ган: Мэверик» (2022), «Падение Луны» (2022), «Ржавый клинок» (2022), «Круче некуда» (2023), «Трилогия о богах: Царство бурь» (2023).

## Сервисы

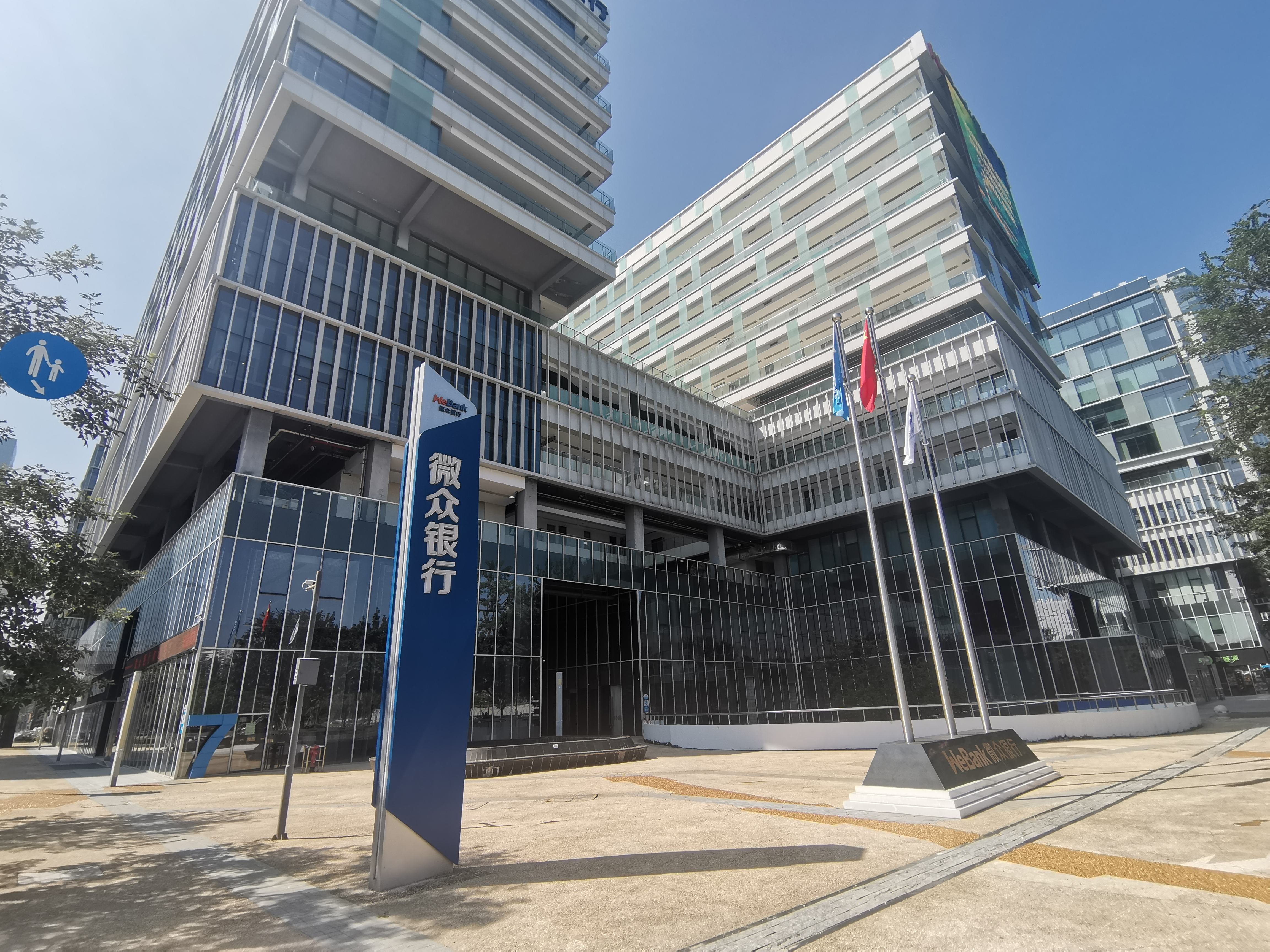
Штаб-квартира WeBank в Шэньчжэне

- Сервис мгновенного обмена сообщениями WeChat
- Сервис мгновенного обмена сообщениями Tencent QQ
- Социальная сеть Qzone
- Сервис потоковой передачи видео Tencent Video
- Сервис потоковой передачи музыки JOOX
- Сервис потоковой передачи музыки Tencent Music
- Сервис потоковой передачи видеоигр Trovo Live
- Поисковая система Soso
- Почтовый сервис Foxmail
- Сервис онлайн-банкинга WeBank
- Игровая платформа WeGame